# بنزوکینون‌تتراکاربوکسیلیک دی‌انیدرید
بنزوکینون‌تتراکاربوکسیلیک دی‌انیدرید (به انگلیسی: Benzoquinonetetracarboxylic dianhydride) با فرمول شیمیایی C۱۰O۸ یک ترکیب شیمیایی است. که جرم مولی آن ۴۹۲٫۴۲ g/mol می‌باشد. 